# Nagai Naoyuki

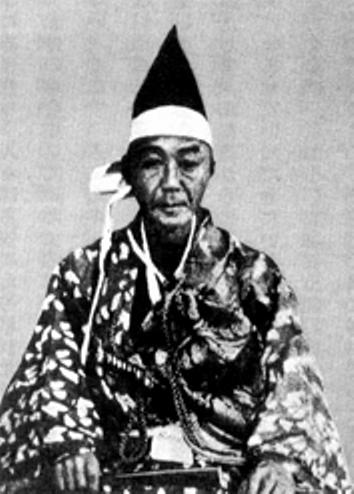
Nagai Naoyuki (1816–1896).

Nagai Naoyuki (jap. 永井 尚志; * 1816; † 1896) war der Leiter des 1855 gegründeten Marinetrainingszentrums Nagasaki. 1857 fuhr er an Bord der Kankō Maru, Japans erstem Dampfschiff und Ausbildungsschiff des Zentrums, zusammen mit 103 seiner Schüler nach Tokio.
Im Jahre 1868 nahm er auf Seiten der Loyalisten am Boshin-Krieg teil und fuhr zusammen mit Enomoto Takeaki auf dem Kriegsschiff Kaiten. Er ergab sich mit dem Rest der Truppen der Republik Ezo am 15. Mai 1869.
Nach einer Zeit von 3 Jahren, die er möglicherweise in Haft verbrachte, bekam er erneut Posten in der Kaiserlichen Verwaltung.
| Personendaten    | Personendaten                           |
| ---------------- | --------------------------------------- |
| NAME             | Nagai, Naoyuki                          |
| ALTERNATIVNAMEN  | 永井尚志 (japanisch)                    |
| KURZBESCHREIBUNG | Leiter Marinetrainingszentrums Nagasaki |
| GEBURTSDATUM     | 1816                                    |
| STERBEDATUM      | 1896                                    |